# بنسون تايلور
بنسون تايلور (بالإنجليزية: Benson Taylor)‏ هو كاتب أغاني ومنتج أسطوانات وملحن بريطاني، ولد في 10 سبتمبر 1983 في برادفورد في المملكة المتحدة.

## وصلات خارجية
- الموقع الرسمي
- بنسون تايلور على موقع IMDb (الإنجليزية)
- بنسون تايلور على موقع ميوزك برينز (الإنجليزية)
- بنسون تايلور على موقع قاعدة بيانات الفيلم (الإنجليزية)